# A lyga (2024)
A lyga 2024 (znana jako TOPsport A lyga ze względów sponsorskich) była 35. edycją najwyższej klasy rozgrywkowej piłki nożnej w Litwie.
Btało w niej udział 10 drużyn, które w okresie od 3 marca do 9 listopada 2024 rozegrały 36 kolejek meczów. Sezon zakończył baraż o A lyga.
Obrońcą tytułu była drużyna Panevėžys. Mistrzostwo po raz jedenasty w historii zdobyła drużyna Žalgiris Wilno.

## Uczestniczące drużyny
| Uczestnicy poprzedniej edycji | Uczestnicy poprzedniej edycji | Uczestnicy poprzedniej edycji | Uczestnicy poprzedniej edycji |
| --- | ----------------------------- | ----------------------------- | ----------------------------- |
| PAN | FK Poniewież                  | Poniewież                     | 1                             |
| ŽAL | Žalgiris Wilno                | Wilno                         | 2                             |
| SIA | FA Šiauliai                   | Szawle                        | 3                             |
| KAU | Žalgiris Kowno                | Kowno                         | 4                             |
| HEG | FC Hegelmann                  | Kowno                         | 5                             |
| BAN | Banga Gorżdy                  | Gorżdy                        | 6                             |
| SŪD | Sūduva Mariampol              | Mariampol                     | 7                             |
| DFK | DFK Dainava                   | Olita                         | 8                             |
| po barażach |                               |                               |                               |
| DZI | Džiugas Telsze                | Telsze                        | 9                             |
| Awans z LFF I lyga |                               |                               |                               |
| TRA | TransINVEST                   | Wilno                         | 1                             |
| Oznaczenia: - kolumna pierwsza – skróty nazw drużyn, - kolumna trzecia – siedziba klubu, - kolumna czwarta – miejsce zajęte w poprzednim sezonie. |                               |                               |                               |

## Tabela
| Lp. | Drużyna         | M  | Z  | R  | P  | B+ | B– | +/– | Pkt | Kwalifikacja lub spadek                         |
| --- | --------------- | -- | -- | -- | -- | -- | -- | --- | --- | ----------------------------------------------- |
| 1   | Žalgiris (M)    | 36 | 24 | 7  | 5  | 76 | 31 | +45 | 79  | Liga Mistrzów UEFA • I runda kwalifikacyjna     |
| 2   | Hegelmann       | 36 | 19 | 10 | 7  | 60 | 40 | +20 | 67  | Liga Konferencji UEFA • I runda kwalifikacyjna  |
| 3   | Kauno Žalgiris  | 36 | 15 | 9  | 12 | 43 | 40 | +3  | 54  | Liga Konferencji UEFA • I runda kwalifikacyjna  |
| 4   | Dainava         | 36 | 12 | 9  | 15 | 33 | 40 | −7  | 45  |                                                 |
| 5   | Banga (P)       | 36 | 10 | 13 | 13 | 37 | 46 | −9  | 43  | Liga Konferencji UEFA • II runda kwalifikacyjna |
| 6   | Džiugas         | 36 | 11 | 9  | 16 | 33 | 48 | −15 | 42  |                                                 |
| 7   | Šiauliai        | 36 | 10 | 12 | 14 | 39 | 50 | −11 | 42  |                                                 |
| 8   | Panevėžys       | 36 | 9  | 14 | 13 | 34 | 40 | −6  | 41  |                                                 |
| 9   | Sūduva (B, O)   | 36 | 9  | 12 | 15 | 33 | 38 | −5  | 39  | baraż o A lyga                                  |
| 10  | TransINVEST (S) | 36 | 11 | 5  | 20 | 35 | 50 | −15 | 38  | spadek do LFF I Lyga                            |

1. 1 2  Mecze bezpośrednie, liczba punktów: Džiugas 8, Šiauliai 2.

## Wyniki
| Gospodarz \ Gość | BAN | DAI | DZI | HEG | KAU | PAN | SIA | SUD | TRA | ZAL | BAN | DAI | DZI | HEG | KAU | PAN | SIA | SUD | TRA | ZAL |
| ---------------- | --- | --- | --- | --- | --- | --- | --- | --- | --- | --- | --- | --- | --- | --- | --- | --- | --- | --- | --- | --- |
| Banga            |     | 0–3 | 0–2 | 2–4 | 1–1 | 2–0 | 0–1 | 0–0 | 2–0 | 1–4 |     | 0–3 | 0–0 | 1–1 | 1–1 | 2–3 | 4–1 | 1–0 | 1–1 | 0–2 |
| Dainava          | 2–2 |     | 0–0 | 0–2 | 0–0 | 0–0 | 2–2 | 0–1 | 1–0 | 0–1 | 3–1 |     | 3–1 | 0–1 | 0–1 | 1–1 | 3–2 | 0–3 | 0–1 | 0–5 |
| Džiugas          | 1–1 | 2–1 |     | 0–0 | 0–1 | 0–0 | 2–1 | 1–0 | 2–0 | 0–4 | 0–2 | 0–2 |     | 0–2 | 2–3 | 3–3 | 2–2 | 1–0 | 0–3 | 1–0 |
| Hegelmann        | 2–2 | 0–1 | 2–1 |     | 0–1 | 4–2 | 2–2 | 3–2 | 2–3 | 0–0 | 3–0 | 1–2 | 1–0 |     | 1–1 | 2–2 | 0–0 | 2–1 | 4–1 | 3–1 |
| Kauno Žalgiris   | 0–3 | 1–0 | 3–0 | 1–2 |     | 0–1 | 2–1 | 2–1 | 2–1 | 0–1 | 1–1 | 0–1 | 0–1 | 4–1 |     | 0–0 | 2–1 | 2–4 | 2–0 | 1–0 |
| Panevėžys        | 0–1 | 0–0 | 0–0 | 0–2 | 0–0 |     | 2–0 | 1–0 | 1–1 | 1–2 | 0–1 | 2–0 | 1–0 | 0–1 | 1–2 |     | 1–3 | 0–0 | 2–1 | 0–0 |
| Šiauliai         | 0–0 | 1–0 | 3–3 | 1–1 | 2–1 | 1–1 |     | 0–1 | 0–1 | 1–2 | 0–0 | 0–0 | 0–3 | 3–1 | 1–0 | 2–1 |     | 2–1 | 1–0 | 1–3 |
| Sūduva           | 1–0 | 0–1 | 0–1 | 0–1 | 2–2 | 1–0 | 0–0 |     | 0–1 | 1–1 | 2–0 | 0–0 | 2–1 | 0–1 | 1–1 | 1–3 | 0–0 |     | 0–0 | 1–1 |
| TransINVEST      | 0–1 | 0–2 | 0–1 | 1–2 | 3–2 | 3–0 | 1–3 | 0–2 |     | 1–3 | 0–1 | 2–1 | 3–0 | 3–2 | 0–3 | 0–0 | 2–0 | 2–2 |     | 0–1 |
| Žalgiris         | 2–2 | 4–0 | 3–1 | 1–3 | 1–0 | 2–1 | 3–0 | 3–3 | 2–0 |     | 2–1 | 3–1 | 2–1 | 1–1 | 5–0 | 2–4 | 3–1 | 4–0 | 2–0 |     |

1. ↑  Mecz 31. kolejki między Dainava a Sūduva został zweryfikowany jako walkower 3-0 dla Sūduva[5]. Mecz po pierwszej połowie został przerwany z powodu agresji wobec sędziego. Wynik na boisku 1-2.

## Baraż o A lyga
Sūduva wygrała w dwumeczu baraż z Be1 NFA drugą drużyną LFF I Lyga miejsce w A lyga na sezon 2025.
| 17 listopada 2024 | Be1 NFA                           | 2:1   | Sūduva             |                                            |
| 13:30             | Majeed Issah 13' · Josué Doké 79' | (1:0) | 78' Motiejus Burba | NFA Stadium, Kowno Sędzia: Donatas Simenas |

| 23 listopada 2024 | Sūduva                                                              | 1:0 (pd. k. 4:2)        | Be1 NFA                                                                           |                                                                  |
| 14:00             | Steve Lawson 90+4'                                                  | (0:0, 1:0, 1:0, k. 4:2) |                                                                                   | Sūduva Stadium, Mariampol Widzów: 650 Sędzia: Robertas Valikonis |
| 14:00             | · Steve Lawson · Motiejus Burba · Linas Zingertas · Igor Maksimović | Rzuty karne             | · Domas Slendzoka · Martynas Dziugas · Skirmantas Paukstys · Sidy Mohamed Sanokho | Sūduva Stadium, Mariampol Widzów: 650 Sędzia: Robertas Valikonis |

## Najlepsi strzelcy
| Bramki | Strzelcy                  | Drużyna        |
| ------ | ------------------------- | -------------- |
| 20     | Liviu Antal               | Žalgiris       |
| 18     | Dāvis Ikaunieks           | Šiauliai       |
| 16     | Henrique Sarmengue Devens | TransINVEST    |
| 11     | Giedrius Matulevičius     | Žalgiris       |
| 11     | Nino Noordanus            | Džiugas        |
| 10     | Filip Dangubić            | Kauno Žalgiris |
| 10     | Matas Vareika             | Hegelmann      |
| 9      | Michael Thuíque           | Hegelmann      |

Źródło: .